# Omphale woolleyi
Omphale woolleyi är en stekelart som beskrevs av Christer Hansson 1997. Omphale woolleyi ingår i släktet Omphale och familjen finglanssteklar. Inga underarter finns listade i Catalogue of Life.